# Paula Ungureanu
Paula Claudia Ungureanu, née Rădulescu le 30 mars 1980 à Brașov, est une joueuse internationale roumaine de handball.

## Biographie
À l'été 2016, elle quitte HCM Baia Mare pour rejoindre le CSM Bucarest.

## Palmarès

### En club
compétitions internationales
- finaliste de la Ligue des champions en 2010 (avec Râmnicu Vâlcea)
- finaliste de la Coupe Challenge (C4) en 2004 (avec CSM Cetate Deva)
- vainqueur de la Ligue régionale des Balkans en 2009 (avec Podravka Koprivnica)

compétitions nationales
- vainqueur du Championnat d'Autriche en 2005 et 2006 (avec Hypo Niederösterreich)
- vainqueur de la coupe d'Autriche en 2005 et 2006 (avec Hypo Niederösterreich)
- vainqueur du Championnat de Croatie en 2009 (avec Podravka Koprivnica)
- vainqueur de la coupe de Croatie en 2009 (avec Podravka Koprivnica)
- vainqueur du Championnat de Roumanie en 2010, 2011, 2012, 2013 (avec Râmnicu Vâlcea), 2014 (avec HCM Baia Mare), 2017 et 2018 (avec CSM Bucarest)
- vainqueur de la coupe de Roumanie en 2011 (avec Râmnicu Vâlcea), 2014 (avec HCM Baia Mare), 2017, 2018 et 2019 (avec CSM Bucarest)

### Avec la sélection roumaine
championnat du monde
- médaille d'argent du Championnat du monde 2005,  Russie
- médaille de bronze du Championnat du monde 2015,  Danemark

championnat d'Europe
- médaille de bronze du Championnat d'Europe 2010,  Norvège &  Danemark